# 소프트웨어 요구 명세
소프트웨어 요구 명세(software requirements specification, SRS)는 개발될 소프트웨어 시스템의 설명이다. StRS(stakeholder requirements specification)로도 불리는 비즈니스 요구 명세(CONOPS)를 따라 모델링된다.

## 구조
SRS의 구성 예는 다음과 같다:
- 목적
  - 정의
  - 배경
  - 시스템 개요
  - 레퍼런스
- 전반적인 설명
  - 제품의 관점
    - 시스템 인터페이스
    - 사용자 인터페이스
    - 하드웨어 인터페이스
    - 소프트웨어 인터페이스
    - 통신 인터페이스
    - 메모리 제약

  - 디자인 제약
    - 운영
    - 사이트 적응 요구

  - 제품 기능
  - 사용자 특징
  - 제약, 추측, 의존성
- 시스템 요구
  - 외부 인터페이스 요구
  - 기능 요구
  - 성능 요구
  - 논리 데이터베이스 요구
  - 소프트웨어 시스템 속성
    - 신뢰성
    - 가용성
    - 보안
    - 유지보수성
    - 이식성

  - 기능 요구
    - 기능 분리
    - 기능 설명
    - 제어 설명

  - 환경 특징
    - 하드웨어
    - 주변기기
    - 사람

  - 기타...

## 같이 보기
- 요구공학
- 소프트웨어 공학 지식 체계
- 시방서
- 추상형